# 北沢杏子
北沢 杏子（きたざわ きょうこ、1929年11月23日 - ）は、日本の脚本家・性教育研究家。アーニ出版共同代表、性を語る会代表。

## 履歴
埼玉県浦和市（現：さいたま市）生まれ。実践女子大学国文科、舞台芸術学院、東京綜合写真専門学校卒業。2007年現在、東京都世田谷区在住。
日本放送作家協会会員として、演劇・ミュージカル・テレビドラマなど多くの脚本を手がけ（ウルトラQ 第22話「変身」<原案は金城哲夫>・第25話「悪魔ッ子」<原案は当時の円谷プロのプロデューサー・熊谷健>・未発表作「怪しき隣人」の脚本に参加している）、1960年、「アーニクーニの歌」で東京都児童演劇祭最優秀賞を受賞。1965年より性教育を中心とする言論出版活動を展開する。72年には幼児向け性教育絵本『なぜなの? ママ』を刊行し、「われめちゃん」という呼称を使って話題を呼んだ。二児の母親である。アーニ出版共同代表の他に、女性権利運動・性教育啓蒙運動関連の多くの肩書きを持つ。性教育を子どもに啓蒙することにより、性暴力や性搾取を防止することができる、また、エイズの蔓延阻止に有効であるとの信条から性教育活動を推進しており、自身が共同代表を務めるアーニ出版において各種の言論活動を行っている。阪神・淡路大震災、東日本大震災時には、レイプ事件が多数繰り返されたと主張する。
その後は北欧へ旅したあと、教育機関などでの公開授業・ゼミ・講演を行った。また、200点余りに及ぶ性教育・薬物濫用（タバコ・アルコールを含む）・（特に小児に対する）性暴力被害防止・環境問題教育についての教材の製作に関わり、文部大臣賞、教育映画祭最優秀賞・人権賞などを受賞した。

## 主張
- 「国連で採択された女性差別撤廃条約に違反する現民法はすみやかに改正する必要がある」と述べ、選択的夫婦別姓制度導入に賛同する[3]。

- 政治活動においては、1989年に環境保護やフェミニズムを訴えるちきゅうクラブのメンバーとして第15回参議院議員通常選挙に立候補。2007年4月の東京都知事選では「浅野史郎さんのハートに火をつける会」および「都民のハートに火をつける会」を通じて浅野史郎候補の擁立・支援に関わった。「世田谷・九条の会」呼びかけ人を務めている[4]。

## 著書
- こんにちは!性教育 おかあさんのための性教育入門書 アーニ出版, 1972
- なぜなの ママ? やなせたかしえ アーニ出版, 1972
- 白夜のエロスたち われめちゃん北欧をゆく 文藝春秋 1973
- ひらかれた性教育 実践レポート 1-5 アーニ出版, 1981-90
- あいしあう動物たち 岩崎書店, 1985 (こころからだいのちのえほん)
- あかちゃんはどこからきたの 岩崎書店, 1985(こころからだいのちのえほん)
- 男の子 岩崎書店, 1985(こころからだいのちのえほん)
- 女の子 岩崎書店, 1985(こころからだいのちのえほん)
- 生きることと愛すること 岩崎書店, 1985(こころからだいのちのえほん)
- あなたがうまれるまで 岩崎書店, 1985(こころからだいのちのえほん)
- おかあさん 岩崎書店, 1985(こころからだいのちのえほん)
- おとうさん 岩崎書店, 1985(こころからだいのちのえほん)
- こんにちは!禁煙教育 アーニ出版, 1986
- こんにちは!性教育 アーニ出版, 1986
- なぜなのパパ? アーニ出版, 1988
- なぜなのママ? アーニ出版, 1988
- レイアとナネット アーニ出版, 1989(あいとへいわのえほん)
- 自立ってなんだろう 岩崎書店, 1989(語ろうよこころ・からだ・いのち)
- 男の子のからだ 岩崎書店, 1989(語ろうよこころ・からだ・いのち)
- 女の子のからだ 岩崎書店, 1989(語ろうよこころ・からだ・いのち)
- 愛ってなんだろう 岩崎書店, 1989 (語ろうよこころ・からだ・いのち)
- タバコってなんだろう 岩崎書店, 1992(おとなになること)
- エイズとSTD(性感染症) 岩崎書店, 1992(おとなになること)
- エイズの授業 アーニ出版, 1993
- ホンホンとメイメイ アーニ出版, 1994
- 国境の村の子どもたち アーニ出版, 1996
- エイズの絵本 アーニ出版, 1996
- 知的ハンディをもつ人びとへの性教育・エイズ教育 アーニ出版, 1996
- 草原の子どもたち モンゴル族の子どもたちの生活 アーニ出版, 1998
- 枯葉剤の村の子どもたち ヴェトナム・パコ族の子どものくらし アーニ出版, 1998
- 性教育Q&A 100 小学校編 アーニ出版, 1998
- エイズ集中講義 アーニ出版, 1999
- いや!というのはどんなとき? アーニ出版, 1999(性暴力被害をはねかえす絵本)
- 女の子のからだの絵本 アーニ出版, 2000(こんにちは!からだとこころシリーズ)
- 男の子のからだの絵本 アーニ出版, 2000(こんにちは!からだとこころシリーズ)
- タバコいや!の絵本 アーニ出版, 2002 (薬物いや!シリーズ)
- アルコールいや!の絵本 アーニ出版, 2002 (薬物いや!シリーズ)
- シンナー・覚せい剤いや!の絵本 アーニ出版, 2003 (薬物いや!シリーズ)
- 子どもの性教育Q&A アーニ出版, 2005 (親と先生のためのQ&Aシリーズ)
- 10代の性の悩みQ&A アーニ出版, 2005(親と先生のためのQ&Aシリーズ)
- 知的障害をもつ子どもの性教育・性の悩みQ&A アーニ出版, 2005 (親と先生のためのQ&Aシリーズ)
- きをつけよう!がっこうのかえりみち アーニ出版, 2006

## 共訳書
- モニカ・ギーダールほか作『パパとママがりこんしたとき』高橋たか子共訳、アーニ出版〈だれもおしえなかったえほんシリーズ〉、1983年6月。ISBN 4-87001-013-5。

## 関連サイト
- アーニ出版 - 自身が共同代表を務める。

## 関連文献
- 『AERA』2005年7月18日号 朝日新聞社 「現代の肖像」の項